# Selemdża
Selemdża (ros. Селемджа, Sielemdża) – rzeka w azjatyckiej części Rosji, na terenie obwodu amurskiego.
Źródła rzeki znajdują się na styku pasm górskich Jam-Aliń i Ezop. W górnym biegu, do okolic Ekimczanu, rzeka ma charakter górski. Rzeka płynie w kierunku południowo-zachodnim, w końcowym biegu – północnym skrajem Równiny Zejsko-Burejskiej. Uchodzi do rzeki Zeja, której jest najdłuższym dopływem.
Głównymi dopływami Selemdży są Nora (prawostronny) i Ulma (lewostronny). 
Między Norą a Selemdżą znajduje się Rezerwat przyrody „Norskij”. 
Długość rzeki wynosi 647 km, a powierzchnia dorzecza – 68 600 km². Rzeka jest żeglowna w dolnym biegu, do ujścia Nory, a przy wysokim stanie wód aż do Ekimczanu. Zamarza w okresie od listopada do maja. 